# De Rivieren
De Rivieren is een buurt van IJsselstein, in de Nederlandse provincie Utrecht. De wijk heeft 1020 inwoners (2023).. 
De buurt grenst met de klok mee aan Het Staatse, Het Hart, De Wereldsteden en de gemeente Lopik. De buurt maakt onderdeel uit van de Vinex-locatie Zenderpark. De straten in de buurt zijn meest vernoemd naar Nederlandse rivieren.

## Geschiedenis
De buurt is -net als de rest van het Zenderpark gelegen in de Polder Hooge Biezen. De polder had een voornamelijk agrarische bestemming met bijbehorende sporadische bebouwing. Vanaf de jaren 30 van de 20e eeuw zijn in het gebied diverse zenders met bijbehorende bebouwing geplaatst. Beheerder was Nozema. In de jaren 90 van de 20e eeuw werd het gebied aangewezen als Vinex-locatie, waarna het rond 2000 bebouwd is met voornamelijk woningbouw.

## Beschrijving van de buurt
De buurt bestaat uit een noordelijk deel dat bestaat uit vrij dichte bebouwing, waaronder met appartementgebouwen. Het zuidelijke deel is ruimer opgezet, waarbij alle straten omringt zijn door waterpartijen. 
Stad: IJsselstein      Buurtschappen: Achtersloot · Klaphek · Knollemanshoek (deels)

Woonwijken: Centrum · Noord · West · Zuid

Woonbuurten: Binnenstad · Nieuwpoort · Groenvliet · Kasteelkwartier · Europakwartier · Oranjekwartier · IJsselveld-Oost · IJsselveld-West · IJsseloevers · Hazenveld en Overwaard · Panoven · De Hoven en De Boomgaard · De Tuinen · Het Hart · De Wereldsteden · De Rivieren · Het Staatse · Benschopperpoort en Het Podium · Achterveld-Zuid · Achterveld-West · Achterveld-Noord · Achterveld-Oost · Eiterse Waard · Landelijk gebied Noord · Landelijk gebied Zuid

Overige buurten: Rijpickerwaard · Paardenveld · Over Oudland · Industrieterrein Lage Dijk · Bedrijventerrein De Corridor
Utrecht · Plaatsen in de provincie      Nederland · Provincies · Gemeenten